# Желтобровая ширококлювая танагра
Желтобровая ширококлювая танагра (лат. Chlorothraupis olivacea) — вид птиц из семейства кардиналовых. Птицы обитают в субтропических и тропических низменных влажных лесах и на прибрежных участках рек, речек, ручьёв, на высоте 0—1500 метров над уровнем моря, на западных склонах гор от юго-восточной Дарьен южнее и восточнее до рек Баяно и Чукунаке (восточная Панама) и восточнее через северное основание Анд до долины реки Магдалены) в департаменте Антьокии (западная Колумбия) южнее до северного Эсмеральдас (северо-запад Эквадора). Длина тела 17 см, масса около 37 грамм.